# Tsimafei Zhukouski
Tsimafei Zhukouski (Minsk, 11 de diciembre de 1989) es un jugador profesional de voleibol croata, juego de posición armador. 

## Palmarés

### Clubes
Campeonato de Croacia:
- 2007, 2008, 2010
- 2009

Copa de Croacia:
- 2008, 2009

Copa Alemana:
- 2016

Copa CEV:
- 2016

Campeonato de Alemania:
- 2016, 2017

Campeonato Mundial de Clubes:
- 2017

Campeonato de Italia:
- 2018

Liga de Campeones:
- 2018

Supercopa de Italia:
- 2019

### Selección nacional
Liga Europea:
- 2013

## Premios individuales
- 2013: Mejor servicio Liga Europea